# True Colors (album)
Pour les articles homonymes, voir True Colors.
Albums de Cyndi Lauper
She's So Unusual A Night to Remember
Singles
True Colors est le deuxième album studio de la chanteuse américaine Cyndi Lauper sorti en 1986 sous le label Portrait. Il recèle trois hits majeurs, la pièce-titre, la reprise du succès de Marvin Gaye What's going on? et Change of heart. On retrouve ici une belle brochette de musiciens, Adrian Belew le guitariste de King Crimson, Rick Derringer qui a joué avec Johnny et Edgar Winter, The Bangles, Aimee Mann du groupe 'Til Tuesday, Billy Joel ou encore Pee Wee Herman le comédien. Depuis sa sortie, l’album s’est vendu à plus de 7 millions d’exemplaires dans le monde . La chanson Maybe He'll Know est une reprise du groupe Blue Angel avec lequel chantait Cindy en 1980, elle est cosignée Cyndi Lauper et John Turi, qui était leur claviériste/saxophoniste et coauteur de 10 des 12 chansons de l'album. 

## Contenu
1. Change of Heart (en) (Lauper, Essra Mohawk) – 4:22
2. Maybe He'll Know (Lauper, John Turi) – 4:25
3. Boy Blue (Jeff Bova, Lauper, Stephen Broughton Lunt) – 4:46
4. True Colors (Tom Kelly, Billy Steinberg) – 3:46
5. Calm Inside the Storm (Rick Derringer, Lauper) – 3:54
6. What's Going On (Renaldo Benson, Alfred Cleveland, Marvin Gaye) – 4:39
7. Iko Iko (James "Sugar Boy" Crawford) – 2:08
8. The Faraway Nearby (Tom Gray, Lauper) – 3:00
9. 911 (Lauper, Lunt) – 3:16
10. One Track Mind (Bova, Jimmy Bralower, Lauper, Lennie Petze) – 3:41

## Personnel
D'après le livret inclus avec l'album :
- Cyndi Lauper : Chant, chœurs
- Nile Rodgers : Guitare (1)
- John McCurry : Guitare (2-4,8-10)
- Rick Derringer : Guitare (5, 8)
- Adrian Belew : Guitare et arrangements (6)
- Robert Holmes : Guitare (6)
- Neil Jason : Basse (2, 4, 6, 9)
- Jeff Bova : Claviers (1,3,5,8-10)
- Peter Wood : Claviers (2-6), claviers additionnels (3), synthétiseurs, synthétiseur basse (7), arrangements (2, 4, 6, 9)
- Jimmy Bralower : Arrangements (1, 2, 5, 7-10), Percussions (4, 7), programmation du LinnDrum, jam box (4, 0)
- Stephen Broughton Lunt – arrangements (3)
- Anton Fig : Batterie (2,6)
- Lennie Petze : Percussions (7), chœurs (10), arrangements (3, 5, 6, 7, 10)
- Jon Goldberger : Effets sonores (7)
- The Bangles : Chœurs (1)
- Billy Joel : Chœurs (2)
- Angela Clemmons-Patrick : Chœurs (4, 5)
- Ellie Greenwich : Chœurs (5)
- Aimee Mann : Chœurs (8)
- Pee Wee Herman : Opérateur téléphonique (9)

## Production
- Cyndi Lauper – Arrangements, direction artistique, productrice
- Lennie Petze – Production
- David Wolff - Producteur exécutif
- Brian McGee - Ingénieur
- Jon Goldberger, Tim Kramer, Dave O'Donnell : Assistants ingénieurs
- Jason Corsaro, Brian McGee : Mixing
- George Marino : Mastering
- Adrian Belew, Jeff Bova, Jimmy Bralower, Stephen Broughton Lunt, Lennie Petze, Peter Wood : Arrangements
- Holland MacDonald : Direction artistique, design
- Annie Leibovitz : Photographie